# Istituto superiore di scienze religiose San Tommaso d'Aquino
L'Istituto superiore di scienze religiose San Tommaso d'Aquino è una istituzione d'istruzione superiore di Kiev (Ucraina), retta dai padri domenicani del vicariato generale di Russia e Ucraina, e associata alla Pontificia università "San Tommaso d'Aquino".